# Limnophyes squamatus
Limnophyes squamatus är en tvåvingeart som först beskrevs av Jean-Jacques Kieffer 1921.  Limnophyes squamatus ingår i släktet Limnophyes och familjen fjädermyggor.
Artens utbredningsområde är Polen. Inga underarter finns listade i Catalogue of Life.